# Læborg Sogn
Læborg Sogn ist eine Kirchspielsgemeinde (dän.: Sogn)  im südlichen Dänemark. Bis 1970 gehörte sie zur Harde Malt Herred im damaligen Ribe Amt, danach zur Vejen Kommune im erweiterten Ribe Amt, die im Zuge der  Kommunalreform zum 1. Januar 2007 in der „neuen“  Vejen Kommune in der Region Syddanmark aufgegangen ist.
Im Kirchspiel leben 692 Einwohner (Stand:1. Januar 2023). Im Kirchspiel liegt die Kirche „Læborg Kirke“.
Nachbargemeinden sind im Norden Bække Sogn, im Osten Gesten Sogn, im Süden Vejen Sogn und Malt Sogn, im Westen Brørup Sogn und im Nordwesten Lindknud Sogn.
Der Ort ist Fundplatz des Runenstein von Læborg.